# Córdoba Club de Fútbol 2011-2012

## Rosa
| N. |                       | Ruolo | Calciatore        |
| -- | --------------------- | ----- | ----------------- |
| 1  | Spagna (bandiera)     | P     | Alberto García    |
| 2  | Spagna (bandiera)     | D     | Cerra             |
| 3  | Spagna (bandiera)     | D     | Juan Fuentes      |
| 4  | Spagna (bandiera)     | D     | Gaspar            |
| 5  | Spagna (bandiera)     | D     | Jaime Astrain     |
| 6  | Portogallo (bandiera) | C     | Afonso Taira      |
| 7  | Spagna (bandiera)     | A     | Pepe Díaz         |
| 8  | Spagna (bandiera)     | D     | Cristian          |
| 9  | Spagna (bandiera)     | A     | Javier Patiño     |
| 10 | Spagna (bandiera)     | C     | Borja             |
| 11 | Brasile (bandiera)    | A     | Charles           |
| 13 | Bolivia (bandiera)    | P     | Carlos Arias      |
| 14 | Spagna (bandiera)     | C     | Aritz López Garai |

| N. |                    | Ruolo | Calciatore        |  |
| -- | ------------------ | ----- | ----------------- |  |
| 17 | Spagna (bandiera)  | D     | Fernández         |  |
| 18 | Uruguay (bandiera) | A     | Sebastián Balsas  |  |
|    | Spagna (bandiera)  | C     | Abel Gómez        |  |
| 19 | Spagna (bandiera)  | C     | José López Silva  |  |
| 20 | Spagna (bandiera)  | C     | Alberto           |  |
| 21 | Spagna (bandiera)  | C     | Carlos Caballero  |  |
| 22 | Spagna (bandiera)  | D     | David Prieto      |  |
| 23 | Spagna (bandiera)  | C     | Juan Quero        |  |
| 25 | Spagna (bandiera)  | D     | Miguel Ángel Tena |  |
| 26 | Spagna (bandiera)  | P     | Antonio Sillero   |  |
| 28 | Spagna (bandiera)  | C     | Javi Hervás       |  |
|    | Italia (bandiera)  | A     | Vincenzo Rennella |  |